# Federazione di baseball e softball del Nepal
La Federazione nepalese di baseball e softball (eng. Nepal Baseball And Softball Association) è un'organizzazione fondata nel 2010 per governare la pratica del baseball e del softball in Nepal.
Organizza il campionato maschile e di softball femminile, e pone sotto la propria egida la nazionale maschile e di softball femminile.